# Voo USAir 499
O Voo USAir 499 (IATA: US499) era um voo internacional programado que estava sendo operado por um McDonnell Douglas DC-9-31 da USAir. Em 21 de fevereiro de 1986, a aeronave saiu da pista 24. Todos os 23 ocupantes a bordo, entre passageiros e tripulantes, sobreviveram.

## Aeronave e tripulação
A aeronave envolvida no acidente era um McDonnell Douglas DC-9-31 prefixo N961VJ e tinha o número de série. A aeronave realizou o primeiro voo em 1970 e foi entregue à Allegheny Airlines com o prefixo N961VJ. Em outubro de 1979, a aeronave foi entregue à USAir com o mesmo prefixo. A aeronave tinha capacidade para 103 ocupantes. A aeronave tinha 42 104 horas de voo.

## Acidente
Durante o pouso, a tripulação do voo USAir 499 pousou na pista 24, que estava coberta de neve. Durante o pouso, a aeronave pousou aproximadamente 1 800 a 2 000 pés além do limite. Apesar de armados, os spoilers não foram implantados automaticamente, então o capitão os operou manualmente. Ele abaixou o nariz da aeronave, acionou o empuxo reverso e aplicou os freios. Os freios não foram eficazes. Posteriormente, a aeronave continuou fora da pista, atropelou uma luz de identificação de fim de pista, atingiu uma cerca e parou em uma estrada. Um passageiro ficou levemente ferido, enquanto outros 22 ocupantes saíram ilesos.

## Investigação
A tripulação tinha planejado fazer uma aproximação ILS para a pista 06, mas o RVR era de apenas 2 800 pés e um RVR mínimo de 4 000 pés foi solicitado para aquela pista. A tripulação optou por pousar na pista 24, pois a visibilidade de 1/2 milha era suficiente para aquela pista. No entanto, a aproximação foi feita com vento de cauda qtrg e aproximadamente 10 nós acima de Vref. Aterragens com vento de cauda não foram autorizadas na pista 24 em condições molhadas/escorregadias. A ação de frenagem na pista foi relatada como regular a ruim. O manual do piloto advertiu a tripulação a monitorar os spoilers ao pousar em pistas escorregadias, uma vez que os spoilers se auto-implementam apenas com o giro da roda ou quando a roda do nariz está no chão.